# Département Pas-de-Calais
Das Département du Pas-de-Calais [pɑdkaˈlɛ] ist das französische Département mit der Ordnungsnummer 62. Es liegt im Norden des Landes in der Region Hauts-de-France und ist nach der Meerenge Straße von Dover (Straße von Calais; pas steht für passage), die Frankreich von England trennt, benannt. Sein Verwaltungssitz ist Arras.

## Geografie
Das Département grenzt im Westen und Nordwesten an den Ärmelkanal und die Straße von Dover, verläuft keilförmig in das Landesinnere und grenzt im Nordosten an das Département Nord sowie im Süden an das Département Somme. Die Gemeinden Boursies, Doignies und Mœuvres des benachbarten Département Nord bilden eine Enklave innerhalb des Départements Pas-de-Calais.
Bedeutende Flüsse im Département sind Authie, Canche, Ternoise, Liane, Sensée, Scarpe, Deûle, Lys und Aa.

## Wappen
Beschreibung: Das blaue Wappen mit goldenem Bord und drei roten Kugeln ist besät mit goldenen Lilien und ein durchgehender roter Turnierkragen am Schildhaupt mit je drei goldenen Kastellen in den Lätzen.

## Geschichte
Pas-de-Calais ist eines der 83 Departements, die am 4. März 1790 während der Französischen Revolution in Anwendung des Gesetzes vom 22. Dezember 1789 geschaffen wurden. Es entstand durch Zusammenlegung des Artois und von Teilen der Picardie (das Boulonnais und ein Teil des Ponthieu).
Der Steinkreis Les Sept Bonnettes steht in den Feldern südlich des Dorfes Sailly-en-Ostrevent. Auch der Geburtsort von Philippe Pétain, Cauchy-à-la-Tour, liegt im Département.
Die Region war von den 1920er Jahren bis zu den Wahlen zur Nationalversammlung im Juni 2002 eine politische Hochburg der Kommunistischen Partei Frankreichs (PCF).
Im Zweiten Weltkrieg war der Pas-de-Calais während der deutschen Besetzung Teil der Verbotenen Zone. Er spielte eine Rolle in der Täuschungsoperation Fortitude, in der die Alliierten die Wehrmacht glauben lassen wollte, dass in dem Departement die 1st US Army Group aus Großbritannien anlanden würde.
Von 1960 bis 2015 gehörte es zur Region Nord-Pas-de-Calais, die 2016 in der Region Hauts-de-France aufging.

## Bevölkerung
Die Einwohner des Départements werden Pas-de-Calaisiens genannt.

### Demografie
Das Département Pas-de-Calais ist eines der bevölkerungsreichsten und städtischsten in ganz Frankreich. Dennoch gibt es keine Großstadt: die Agglomeration von Calais überschreitet kaum 100.000 Einwohner, gefolgt von Boulogne-sur-Mer und Arras; Saint-Omer hat als Agglomeration mehr als 50.000 Einwohner.
Der am dichtesten besiedelte Teil des Pas-de-Calais ist das Kohlebecken von Lens im Osten des Départements, das seine Entwicklung im 19. Jahrhundert und der ersten Hälfte des 20. Jahrhunderts hatte. Auch hier findet man keine Großstädte, sondern um größere Orte herum (Lens, Liévin, Béthune, Bruay-la-Buissière, Hénin-Beaumont) eine Vielzahl zusammengewachsener kleinerer Orte, die zusammen ein weites städtisches Gebiet formen, das sich ins Département Nord bis Douai und Valenciennes fortsetzt. Diese Agglomeration umfasst ein Gebiet, in dem 1,2 Millionen Menschen leben, davon die Hälfte im Département Pas-de-Calais. Als Kontrast dazu sind die Mitte und der Süden des Départements sehr ländlich strukturiert, aber auch dicht besiedelt.
Bis zum Ersten Weltkrieg kam es durch die Kohleindustrie zu einem erhöhten Bevölkerungswachstum (700.000 Einwohner um 1850, fast 1.000.000 im Jahr 1900). Der Krieg betraf das Département direkt, das zu jener Zeit unter deutscher Besatzung stand und einer der wichtigsten Teile des Schlachtfelds war. Das Bevölkerungswachstum ging jedoch nach Kriegsende ungebrochen weiter, bis 1.200.000 Einwohner erreicht waren. Nach der Weltwirtschaftskrise 1929 trat ein Rückgang ein, dem der Zweite Weltkrieg folgte. Nach 1945 stieg die Bevölkerung über 20 Jahre hinweg wieder an, von 1.168.545 im Jahr 1946 auf 1.397.159 im Jahr 1968. Seitdem stagniert die Zahl (1.441.568 im Jahr 1999); das Durchschnittsalter bleibt niedrig und die Geburtenrate liegt weit über der Sterberate, der Wanderungssaldo ist wegen des Niedergangs der Kohleförderung und der damit verbundenen Industrien stark negativ. Einige Orte, die ausschließlich vom Bergbau lebten, haben in den vergangenen 50 Jahren etwa die Hälfte der Einwohner verloren.

### Städte
Die bevölkerungsreichsten Gemeinden des Départements Pas-de-Calais sind:
| Stadt              | Einwohner (2022) | Arrondissement   |
| ------------------ | ---------------- | ---------------- |
| Calais             | 67.585           | Calais           |
| Arras              | 42.621           | Arras            |
| Boulogne-sur-Mer   | 41.039           | Boulogne-sur-Mer |
| Lens               | 32.697           | Lens             |
| Liévin             | 30.113           | Lens             |
| Hénin-Beaumont     | 25.764           | Lens             |
| Béthune            | 25.342           | Béthune          |
| Bruay-la-Buissière | 21.997           | Béthune          |
| Avion              | 17.571           | Lens             |
| Carvin             | 17.966           | Lens             |

## Verwaltungsgliederung

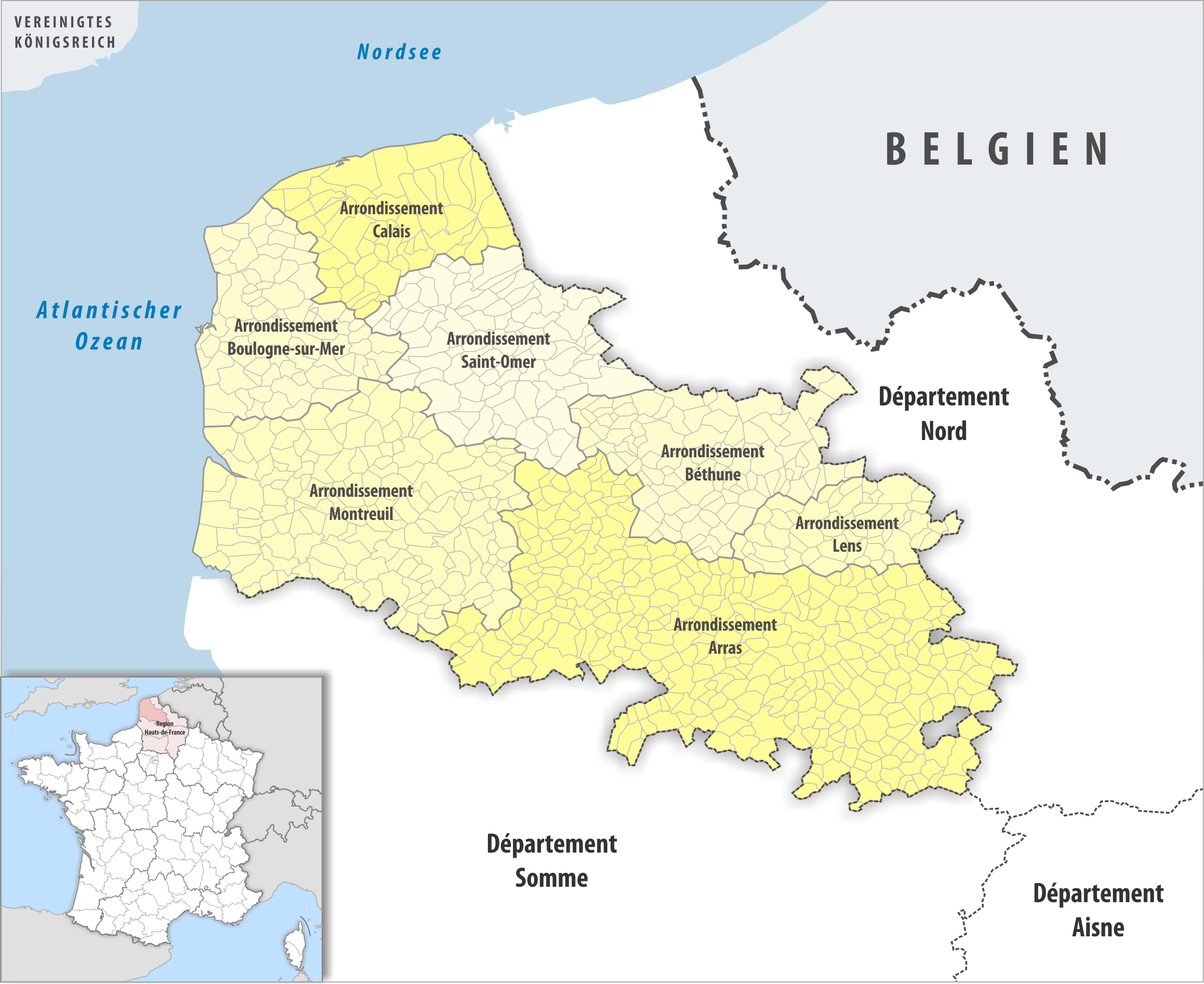
Gemeinden und Arrondissemente im Département Pas-de-Calais

Das Département Pas-de-Calais gliedert sich in 7 Arrondissements, 39 Kantone und 887 Gemeinden:
| Arrondissement            | Kantone | Gemeinden | Einwohner 1. Januar 2022 | Fläche km² | Dichte Einw./km² | Code INSEE |
| ------------------------- | ------- | --------- | ------------------------ | ---------- | ---------------- | ---------- |
| Arras                     | 8       | 357       | 249.836                  | 2.256,58   | 111              | 621        |
| Béthune                   | 8       | 104       | 292.660                  | 707,41     | 414              | 622        |
| Boulogne-sur-Mer          | 4       | 74        | 157.976                  | 633,81     | 249              | 623        |
| Calais                    | 4       | 52        | 152.282                  | 593,39     | 257              | 626        |
| Lens                      | 9       | 50        | 368.724                  | 351,45     | 1.049            | 627        |
| Montreuil                 | 5       | 161       | 110.251                  | 1.327,12   | 83               | 624        |
| Saint-Omer                | 5       | 89        | 128.455                  | 801,70     | 160              | 625        |
| Département Pas-de-Calais | 39      | 887       | 1.460.184                | 6.671,46   | 219              | 62         |

Siehe auch:
- Liste der Gemeinden im Département Pas-de-Calais
- Liste der Kantone im Département Pas-de-Calais
- Liste der Gemeindeverbände im Département Pas-de-Calais

## Bildungswesen
Mangels großer Städte hatte Pas-de-Calais lange Zeit keine Universität. Erst 1992 änderte sich dies durch die Neuausrichtung der Université d’Artois und der Université du Littoral. Die beiden Universitäten sind über die Grenzen des Départements hin ausgerichtet: die eine in Arras, Béthune, Douai, Lens und Liévin, die andere in Boulogne-sur-Mer, Calais, Dunkerque und Saint-Omer.

## Politik
Am 23. April 2017 fand der erste Wahlgang der französischen Präsidentschaftswahl statt. Die Wahlbeteiligung betrug im Département Pas-de-Calais 78,5 %. Insgesamt gaben 856.289 Wahlberechtigte ihre Stimme ab. Von den 833.267 gültigen Stimmen erhielten:
| Stimmen | Kandidat              |
| 286.152 | Marine Le Pen         |
| 159.342 | Jean-Luc Mélenchon    |
| 153.782 | Emmanuel Macron       |
| 119.087 | François Fillon       |
| 43.084  | Benoît Hamon          |
| 41.427  | Nicolas Dupont-Aignan |
| 9002    | Philippe Poutou       |
| 8667    | Nathalie Arthaud      |
| 5832    | Jean Lassalle         |
| 5484    | François Asselineau   |
| 1408    | Jacques Cheminade     |

## Klima
Messstation: Boulogne, Hafen, 73 Meter Höhe
| maritime Klimadaten              | J   | F  | M   | A   | M  | J  | J   | A  | S  | O  | N   | D   |
| -------------------------------- | --- | -- | --- | --- | -- | -- | --- | -- | -- | -- | --- | --- |
| mittlere Höchsttemperatur        | 6   | 6  | 9   | 11  | 15 | 17 | 19  | 19 | 18 | 15 | 10  | 7   |
| mittlere Tiefsttemperatur        | 2   | 2  | 3   | 5   | 9  | 11 | 13  | 14 | 12 | 10 | 6   | 3   |
| Anzahl sehr sonnige Tage         | 1,5 | 2  | 2,5 | 2,5 | 2  | 2  | 2,5 | 3  | 2  | 3  | 1,5 | 1,5 |
| Anzahl Tage mit bedecktem Himmel | 19  | 17 | 15  | 13  | 13 | 11 | 12  | 11 | 12 | 15 | 18  | 19  |
| Anzahl Regentage                 | 11  | 9  | 9   | 8   | 8  | 7  | 7   | 9  | 10 | 10 | 13  | 12  |
| Regenmenge in mm                 | 55  | 46 | 40  | 38  | 42 | 47 | 45  | 54 | 66 | 66 | 83  | 64  |
| Wassertemperatur in Küstennähe   | 8   | 6  | 7   | 8   | 10 | 13 | 15  | 17 | 17 | 15 | 12  | 9   |

Tage pro Jahr mit
- Regenfällen über 1 mm: 115
- Frost: 32
  - erster Frost: 22. November
  - letzter Frost: 23. März
- Schnee: 13
- Gewitter: 10
- Hagel: 4

Stand: 1991